# Badis assamensis
Аса́мський ба́діс (Badis assamensis) — тропічний вид прісноводних риб з родини бадієвих (Badidae).
Походить з Північно-Східної Індії (штати Аруначал-Прадеш, Ассам). Водиться в рівнинних лісових водоймах з повільною течією з піщаним дном. Їх поверхня вкрита лататтям, а по берегах ростуть дерева, стовбури яких іноді стоять прямо у воді. Тримаються бадіси переважно біля дна.

## Опис
Це найбільший представник роду бадіс (Badis), риби можуть сягати 65-75 мм в довжину.
Самці трохи більші за самок і набагато яскравіше забарвлені. Спинний плавець у нього помітно ширший, а голова круглястіша. Самки мають більш видовжену морду і круглясте черево.
На тілі у самця переважають оранжеві кольори, але його забарвлення може помітно змінюватись залежно від стану риби. В період нересту від стає набирає темного фіолетово-чорного кольору.
Характерними ознаками забарвлення виду є темна пляма в задній частині зябрових кришок і два ряди нерегулярно розташованих чорних плям уздовж боків.
Асамський бадіс дуже схожий зі своїм родичем Badis blosyrus, від якого відрізняється більшими розмірами дорослих риб і деякими морфологічними ознаками: має коротші щелепи, більше лусок у бічній лінії (28-29 проти 27-28), менше зябрових тичинок (7-9 проти 10-13) і більше хребців (29-30 проти 27-29).

## Утримання в акваріумі
На жаль, цей дуже цікавий і барвистий вид дуже рідко можна зустріти в акваріумах.
Самці поводять себе територіально, тому риб краще тримати парами або одного самця з декількома самками. Акваріум повинен бути просторим, можливості від 200 літрів. Тримати їх можна разом із невеличкими зграйними рибками, представниками родини коропових, а також із більшістю лабіринтових риб, які мешкають біля поверхні води.
Акваріум має мати достатньо схованок, його декорують корчами, корінням, місцями влаштовують густі зарості рослин. Корисно мати рослини, що плавають на поверхні води, вони створюватимуть тінь у помешканні. Обов'язковим елементом є печерки, роль яких може виконувати перевернутий на бік керамічний горщик для квітів або половинка шкаралупи кокосового горіха. Кожен самець повинен обов'язково мати таку печерку, яка є центром його «територіальних вод». Це є однією з надійних статевих відмінностей у асамського бадіса. Вона притаманна навіть молодим рибам, коли інші статеві відмінності ще не помітні. На противагу самцям, самок частіше можна бачити у відкритій воді або в гущавині рослин.
Ґрунт рекомендується м'який, піщаний, але можна використовувати й гальку.
У природі вид стикається з сезонними коливаннями температури води в межах 15-25 °C, тому не обов'язково обігірвати акваріуми взимку. Підвищення температури служить для риб стимулом до початку нереста. Краще, коли вода буде трохи кислуватою або нейтральною (pH6,0-7,5), твердість води може становити 3-10°. Для нересту вода має містити якомога менше нітратів, нітритів і фосфатів.
Їдять переважно живий корм, найкраще давати їм личинок комарів, дафній, хатніх мух, опаришів тощо. Дрібні молоді риби із задоволенням беруть босмін і артемій. Приймають також заморожені продукти, але до сухого корму призвичаїти їх вдається дуже рідко.

## Розведення
Нерест відбувається у вподобаній самцем печерці. Зазвичай пара відкладає 30-100 ікринок. Самець охороняє ікру й доглядає за кладкою.
Личинки зазвичай виводяться за 2-3 дні, а ще за 6-8 днів вони перетворюються на мальків і починають вільно плавати. У перші дні свого життя вони ховаються серед густої рослинності біля поверхні води і харчуються мікроорганізмами, яких там знаходять. Після того, як мальки розпливуться, батьки сприймають як потенційний корм, тому їх слід прибрати з нерестовища.
Коли мальки досягнуть розміру близько 1 см, вони вже тримаються біля дна або серед рослин. Годують їх нематодами, наупліусами артемій. Досягнувши розміру 3 см, самці вже починають собі шукати маленькі печерки і відстоюють їх. З цього часу вони змінюють своє непримітне юнацьке вбрання на чудове забарвлення дорослих риб.